# Kim Sơn, Thượng Hải
Kim Sơn (tiếng Trung: 金山区, Hán Việt: Kim Sơn khu) là một quận ngoại thành của thành phố trực thuộc trung ương Thượng Hải, Cộng hòa Nhân dân Trung Hoa. Đây là một quận ngoại thành của Thượng Hải. Quận này có diện tích 586,05 km2, dân số năm theo điều tra dân số năm 2000 là 580.400 người.